# Albrandswaard
Albrandswaard és un municipi de la província d'Holanda del Sud, al sud dels Països Baixos. L'1 de gener del 2021 tenia 25.814 habitants repartits sobre una superfície de 23,75 km² (dels quals 1,64 km² corresponen a aigua). Limita al nord amb Rotterdam, a l'est amb Barendrecht i al sud amb Spijkenisse, Oud-Beijerland i Binnenmaas.

## Districtes
- Poortugaal
  - Poortugaal-Dorp en Landweg
  - Deltawijk en Zuid
  - Oost-Valckestijn
  - West-Valckestijn
  - (binnenkort) Kasteeltuin
  - Overige huizen Poortugaal
- Rhoon
  - Centrum en Rhoon-West
  - Oude Koedood
  - Rhoon-Noord
  - Ghijseland en Huyters
  - Industrieterrein Overhoeken
  - Overige huizen Rhoon
  - Portland

## Ajuntament
Des de l'1 de juny del 2019, l'alcalde del municipi és Jolanda de Witte del D66. Els 21 membres del consistori municipal són, des del 2022:
| Partit                        | Escons |
| ----------------------------- | ------ |
| Echt voor Albrandswaard       | 6      |
| VVD                           | 4      |
| Stem-Lokaal                   | 3      |
| GL/PvdA                       | 3      |
| CDA                           | 3      |
| Leefbaar Albrandswaard        | 1      |
| Nieuwe Albrandswaardse Partij | 1      |
| Font:                         |        |